# أمارو أنتونز
أمارو أنتونز (بالبرتغالية: Amaro Antunes‏) (و. 1990  م) هو راكب دراجة هوائية برتغالي، ولد في فيلا ريال دي سان أنطونيو.

## روابط خارجية
- أمارو أنتونز على موقع الاتحاد الدولي للدراجات (الإنجليزية)
- أمارو أنتونز على موقع أرشيف الدراجات (الإنجليزية)
- أمارو أنتونز على موقع إحصائيات الدراجات الإحترافية (الإنجليزية)
- أمارو أنتونز على موقع نسبة الدراجات (الإنجليزية)